# Marley Aké
Marley Aké (Béziers, Occitania, Francia, 5 de enero de 2001) es un jugador francés que juega como delantero en el Yverdon-Sport F. C. de la Superliga de Suiza.

## Trayectoria
Hijo del exjugador marfileño Valère Aké, fue formado como futbolista en el RCO Agde, Montpellier H. S. C., AS Béziers y finalmente el Olympique de Marsella, con este último firma su primer contrato profesional el 23 de junio de 2019. Hizo su debut profesional en Ligue 1 ante el Stade Rennais, el 23 de septiembre de 2019.
En enero de 2021 se marchó a Italia para jugar en la Juventus F. C.. Llegó a participar en seis encuentros con el primer equipo antes de regresar a Francia el 31 de enero de 2023 después de ser cedido al Dijon F. C. O. La siguiente temporada volvió a Italia para competir, también a préstamo, con el Udinese Calcio antes de irse al Yverdon-Sport F. C. para el tramo final de la misma. A este equipo regresó en agosto de 2024 después de que ambos clubes acordaran su traspaso.

## Selección nacional
En octubre de 2019 fue convocado para la Francia sub-19 para los amistoso ante Inglaterra y a Bélgica sub-19, pero no jugó ante los Three Lions pero siendo titular ante los Diables Rouges, pero siendo sustituido por Ulrick Eneme en el minuto 68.

## Estadísticas

### Clubes
Actualizado al último partido disputado el 1 de noviembre de 2023.
| Club                             | Div.          | Temporada     | Liga  | Liga  | Copas nacionales | Copas nacionales | Copas internacionales | Copas internacionales | Total | Total |
| Club                             | Div.          | Temporada     | Part. | Goles | Part.            | Goles            | Part.                 | Goles                 | Part. | Goles |
| -------------------------------- | ------------- | ------------- | ----- | ----- | ---------------- | ---------------- | --------------------- | --------------------- | ----- | ----- |
| Olympique de Marsella II Francia | 4.ª           | 2018-19       | 30    | 7     | —                | —                | —                     | —                     | 30    | 7     |
| Olympique de Marsella II Francia | 4.ª           | 2019-20       | 7     | 7     | —                | —                | —                     | —                     | 7     | 7     |
| Olympique de Marsella II Francia | Total club    | Total club    | 37    | 14    | 0                | 0                | 0                     | 0                     | 37    | 14    |
| Olympique de Marsella Francia    | 1.ª           | 2019-20       | 9     | 0     | 4                | 0                | 0                     | 0                     | 13    | 0     |
| Olympique de Marsella Francia    | 1.ª           | 2020-21       | 9     | 0     | 4                | 0                | 0                     | 0                     | 13    | 0     |
| Olympique de Marsella Francia    | Total club    | Total club    | 18    | 0     | 8                | 0                | 0                     | 0                     | 26    | 0     |
| Juventus Next Gen · Italia       | 3.ª           | 2020-21       | 17    | 2     | 1                | 0                | —                     | —                     | 18    | 2     |
| Juventus Next Gen · Italia       | 3.ª           | 2021-22       | 25    | 5     | 1                | 0                | —                     | —                     | 26    | 5     |
| Juventus Next Gen · Italia       | 3.ª           | 2022-23       | 4     | 0     | 0                | 0                | —                     | —                     | 4     | 0     |
| Juventus Next Gen · Italia       | Total club    | Total club    | 46    | 7     | 2                | 0                | 0                     | 0                     | 48    | 7     |
| Juventus F. C. · Italia          | 1.ª           | 2021-22       | 4     | 0     | 2                | 0                | 0                     | 0                     | 6     | 0     |
| Juventus F. C. · Italia          | Total club    | Total club    | 4     | 0     | 2                | 0                | 0                     | 0                     | 6     | 0     |
| Dijo F. C. O. II Francia         | 5.ª           | 2022-23       | 2     | 0     | —                | —                | —                     | —                     | 2     | 0     |
| Dijo F. C. O. II Francia         | Total club    | Total club    | 2     | 0     | 0                | 0                | 0                     | 0                     | 2     | 0     |
| Dijo F. C. O. Francia            | 2.ª           | 2022-23       | 14    | 3     | —                | —                | —                     | —                     | 14    | 3     |
| Dijo F. C. O. Francia            | Total club    | Total club    | 14    | 3     | 0                | 0                | 0                     | 0                     | 14    | 3     |
| Udinese Calcio · Italia          | 1.ª           | 2023-24       | 1     | 0     | 2                | 0                | —                     | —                     | 3     | 0     |
| Udinese Calcio · Italia          | Total club    | Total club    | 1     | 0     | 2                | 0                | 0                     | 0                     | 3     | 0     |
| Total carrera                    | Total carrera | Total carrera | 122   | 24    | 14               | 0                | 0                     | 0                     | 136   | 24    |